# Kristiina Elstelä
Kristiina Elstelä (10 de enero de 1943 – 26 de junio de 2016) fue una actriz y cantante finlandesa. 

## Biografía
Su nombre completo era Anna Kristiina Elstelä, y nació en Helsinki, Finlandia, siendo sus padres el director Ossi Elstelä y la actriz Irja Lautia, y sus hermanos Riitta Elstelä y Esko Elstelä. 
Kristiina Elstelä inició su carrera actuando y cantando en el teatro de revista dirigido por su padre Punainen Mylly, en los años 1961 a 1963. Su carrera teatral se desarrolló en los teatros siguientes: Teatro itinerante Kouluteatteri (1963–1964), Teatro de la ciudad de Rauma (1965–1967), Teatro de la ciudad de Pori (1967–1971), Kaupunginteatteri de Oulu (1971–1975), Kaupunginteatteri de Kuopio (1975–1979), Kaupunginteatteri de Turku (1979–1985) y Kaupunginteatteri de Helsinki (1985-2007). Algunas de las más destacadas obras en las que actuó son las siguientes: My Fair Lady (de Frederick Loewe), Happy Endissä (de Bertolt Brecht), Doña Rosita la soltera (de Federico García Lorca), Runar ja Kyllikki (de Jussi Kylätasku), Työmiehen vaimo (de Minna Canth), Gatos (de Andrew Lloyd Webber), El fantasma de la ópera (de Andrew Lloyd Webber), Los miserables (de Claude-Michel Schönberg), Cabaret (de Joe Masteroff), La casa de Bernarda Alba (de Federico García Lorca), Platonov (de Antón Chéjov), y Oscar et la Dame rose (de Éric-Emmanuel Schmitt).
Con relación a su actividad cinematográfica, debutó en el año 1962 con un papel en la película Taape Tähtenä. Fue también actriz televisiva, actuando en series como ÄWPK – Älywapaa palokunta, Kaverille ei jätetä y Helppo elämä. En la primavera de 2006 Elstelä fue una de las celebridades que participó en el show de MTV3 Tanssii tähtien kanssa, ocupando el segundo puesto junto a su compañero Marko Keränen.
Kristiina Elstelä falleció en Helsinki en el año 2016, a los 73 años de edad. Se había casado dos veces, la primera con Leo Kalsto, del cual se divorció en 1966, y la segunda con Jotaarkka Pennanen, con el que permaneció casada entre 1979 y 1995, año en que se divorciaron. Tuvo dos hijos: Hanna Kalsto y Kasimir Pennanen, este último muerto prematuramente en el año 2006 atropellado por un tren.

## Premios
- 1982 : Premio Thalia
- 1996 : Mención de honor de la crítica en Valparaíso, Chile
- 1998 : Medalla Pro Finlandia
- 2005 : Premio Ida Aalberg
- 2006 : Residente del año en Helsinki
- 2007 : Premio Jussi por Sooloilua

## Filmografía

### Cine
- 1985 : Pekka & Pätkä ja tuplajättipotti
- 1986 : Pekka Puupää poliisina
- 1988 : Onks Viljoo näkynyt
- 1989 : Kolme yötä
- 1990 : Rampe & Naukkis – kaikkien aikojen superpari
- 1992 : Pilkkuja ja pikkuhousuja
- 1996 : Pekko ja muukalainen
- 1997 : Kummeli Kultakuume
- 2002 : Kymmenen riivinrautaa
- 2004 : Uuno Turhapuro – This Is My Life
- 2006 : Suden arvoitus
- 2007 : Ganes
- 2007 : Sooloilua
- 2008 : Myrsky
- 2011 : Roskisprinssi
- 2013 : Kekkonen tulee!
- 2014 : Onneli ja Anneli

### Televisión
- 1984-1985 : ÄWPK – Älywapaa palokunta
- 1985 : Viimeinen keikka
- 1986 : Pekka ja Pätkä
- 1987 : Satumainen onni
- 1991-1992 : Siivotaan, siivotaan
- 1995 : Takaisin kotiin
- 1996 : Uuno Turhapuro
- 1996 : Akkaa päälle
- 1996 : Ilman kavaluutta
- 1997 : Ota ja omista
- 1997 : Kun taivas repeää
- 1998 : Pappia kyydissä
- 1998 : Tuliportaat
- 1998 : Team Ahma
- 1999-2003 : Kaverille ei jätetä
- 1999-2000 : Tunteen palo
- 2001 : Taivas sinivalkoinen
- 2006 : Sydän kierroksella
- 2006 : Kolme suudelmaa
- 2006 : Tanssii tähtien kanssa
- 2010 : Taivaan tulet
- 2010 : Helppo elämä
- 2010 : Tauno Tukevan sota
- 2012 : Punainen nauha

## Actriz de voz
- 1996 : El jorobado de Notre Dame
- 2002 : El jorobado de Notre Dame 2
- 2005 : Charlie y la fábrica de chocolate
- 2006 : Cars
- 2009 : Arthur and the Revenge of Maltazard
- 2011 : Cars 2